# カステルチーヴィタ
カステルチーヴィタ（伊: Castelcivita）は、イタリア共和国カンパニア州サレルノ県にある、人口約1,700人の基礎自治体（コムーネ）。

## 地理

### 位置・広がり

#### 隣接コムーネ
隣接するコムーネは以下の通り。
- アルバネッラ
- アルタヴィッラ・シレンティーナ
- アクアーラ
- コントローネ
- オッターティ
- ポスティリオーネ
- ロッカダスピデ
- シチニャーノ・デッリ・アルブルニ